# 不適正保管
不適正保管（ふてきせいほかん）とは、廃棄物の処理及び清掃に関する法律（廃棄物処理法や廃掃法と略される）に違反して、同法に定められている中間処理場または最終処分場において、許可要件を超えて搬入・保管している状態を言う。なお処理方法が同法の許可要件に違反している場合は、不適正処理という。いずれも不法投棄とは異なる。

## 大規模不適正保管事案
- 能代産廃処理センター事案（秋田県）
- 村田町竹の内グリーンプラネット産業廃棄物最終処分場事案（宮城県）
- 岐阜市善商産業廃棄物不法投棄事案（岐阜県）
  - 不法投棄事案という名称を用いているが、最終処分場に許可要件を超えて搬入・保管（不適正保管）し、これが周辺の処分場許可区域以外に拡がった（不法投棄）事案である。
- 栗東市RDエンジニアリング最終処分場事案（滋賀県）[1]=RD社産廃問題
  - RD社産廃問題における行政責任（行政対応の検証）； 県はRD社に対して基本的な認識が甘かった。より適切なタイミングで指導監督権限を行使しなかったことが事態を悪化させる一つの要因となった。RD社による違反行為を抑止できないままに、この問題を大きくかつ長期化させる結果となった[2]。

## 対策

### 法令による対策
大規模な不法投棄・不適正保管に対して、平成15年産廃特措法（特定産業廃棄物に起因する支障の除去等に関する特別措置法）が制定され、時限的に集中して対策が行われている。この法律の内容は以下の通り。
- 平成9年の廃棄物処理法改正前に不法投棄された廃棄物について、都道府県等が行う対策費用に対して、国庫補助および地方債の起債特例などの特別措置による財政支援を行うことを制定。
- 2003年度から10年間の時限法である。